# Сражение за остров Рождества
Бой за остров Рождества (англ. Battle of Christmas Island) — военная операция вооружённых сил Японии по захвату остров Рождества, проведённая с 31 марта по 1 апреля 1942 года во время Второй мировой войны.
Из-за конфликта между индийскими солдатами и британскими офицерами японские отряды высадились на берег без какого-либо сопротивления, однако находившаяся неподалёку американская субмарина «Сивулф» нанесла серьёзные повреждения японскому крейсеру «Нака».

## История

### Предпосылки

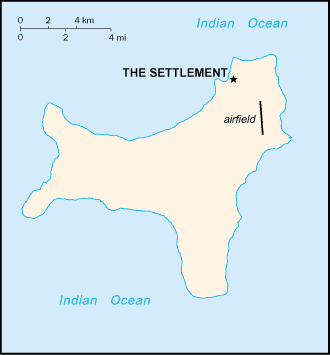
Схема острова

Остров Рождества был колонией Британской империи и являлся частью Стрейтс-Сетлментс. Он располагался в 298 километрах южнее Явы и был интересен для Японской империи по двум причинам: это был идеальный форпост для контроля территорий в южной части Тихого океана; на острове находилось месторождение фосфатов, которые были важны для японской промышленности. Добыча полезных ископаемых началась в 1900 году, на остров были завезены китайские и малайские рабочие, там также проживала небольшая группа надзирателей, 100 женщин и 200 детей.
После захвата Явы Императорская Ставка разработала план «операции X» по захвату острова Рождества. Приказ о начале операции был отдан 14 марта 1942 года. Контр-адмирал Сёдзи Нисимура был назначен командующим группировки, которая должна была атаковать остров. Лёгкий крейсер «Нака» (типа «Сэндай») был флагманским кораблём, имелись ещё два крейсера: «Нагара», «Натори» (типа «Нагара») и 8 эсминцев: («Минэгумо», «Нацугумо», «Амацукадзэ», «Хацукадзэ», «Сацуки», «Минадзуки», «Фумидзуки», «Нагацуки»; танкер «Акебоно Мару» и транспорты «Кимисиму Мару» и «Кумагава Мару» с 850 пехотинцами и инженерами на борту.
Противостоявший японцам гарнизон острова состоял из 33 военнослужащих Гонконгско-Сингапурского артиллерийского полка, традиционно комплектовавшегося индийцами. Под началом капитана Уильямса находились 4 сержанта-британца, субедар Музаффар-хан и двадцать семь артиллеристов-панджабцев. Тяжёлое вооружение состояло из единственного 152-миллиметрового орудия 1900 года выпуска, размещённого на острове в 1940 году.
Панджабцы, поверившие японской пропаганде, гласившей, что японская армия освободит Индию от британских колонизаторов, подняли бунт. 11 марта они убили Уильямса и четырёх британских сержантов и бросили их тела в море. Затем они заперли районного офицера и несколько других белых жителей острова, собираясь казнить их, но, по-видимому, казнь была сорвана японским вторжением.

### Операция
На рассвете 31 марта 1942 года дюжина японских бомбардировщиков атаковала остров, уничтожив здание радиостанции. Мятежники подняли белый флаг, после чего 850 японских пехотинцев высадились на берег. Японский отряд беспрепятственно высадился в Флайинг-Фиш-Ков.
Утром того же дня американская субмарина «Сивулф» выпустила четыре торпеды по крейсеру «Нака», но не смогла добиться попаданий. Затем подлодка выпустила три торпеды по крейсеру «Натори», после чего скрылась. Вечером того же дня субмарина, выпустив торпеды с дистанции 1000 метров, добилась попадания в правый борт крейсера «Нака». Крейсер «Нака» получил серьёзные повреждения, и его пришлось отбуксировать в порт Сингапур, а затем в Японию для ремонта. Японским эсминцам удалось повредить американскую подлодку глубинной бомбой, но субмарина вновь смогла уйти.
3 апреля 1942 года «Натори» возвратился на остров Рождества и вывез все оккупационные силы, за исключением гарнизонного отряда из 20 человек, в бухту Бантен, Индонезия. Японцы начали добычу фосфатов, которые грузились на транспортные суда.